# Folkling
Folkling är en kommun i departementet Moselle i regionen Grand Est (tidigare regionen Lorraine) i nordöstra Frankrike. Kommunen ligger i kantonen Behren-lès-Forbach som tillhör arrondissementet Forbach. År 2022 hade Folkling 1 392 invånare.

## Befolkningsutveckling
Antalet invånare i kommunen Folkling
| Referens: INSEE |